# Großbissendorf
Großbissendorf ist ein Gemeindeteil des Marktes Hohenfels in Landkreis Neumarkt in der Oberpfalz in Bayern und eine ehemalige Gemeinde im Landkreis Parsberg mit dem gleichnamigen Hauptort.

## Geographische Lage
Das Kirchdorf liegt im oberpfälzischen Jura der Südlichen Frankenalb etwa 3 km nordwestlich von Hohenfels auf ca. 466 m ü. NHN. Nordwestlich stößt das Dorf an den Truppenübungsplatz Hohenfels an. Südwestlich erhebt sich der Eichelberg auf 560 m ü. NHN, südöstlich der Steinberg auf 526 m ü. NHN.
Durch den Ort führt die Staatsstraße 2234. Im Ort zweigt in südlicher Richtung die Kreisstraße NM 34 ab. Eine Gemeindeverbindungsstraße führt ansteigend nach Effersdorf (482 m ü. NHN).

## Geschichte
1986 wurde hier ein Depotfund von 386 keltischen Goldmünzen aus dem 2. Jahrhundert v. Chr. gemacht, die monetären Kontakte zwischen Bayern und Böhmen spiegeln.
Der Burgstall Hirschstein liegt ca. 1,7 bis 1,8 km nordnordwestlich.
Die älteste Erwähnung Großbissendorf dürfte diejenige aus dem Jahr 1268 sein. Um 1400/10 erscheint im Zinsbuch der Herrschaft Hohenfels die Mühle zu „Pissendorf“ (= Ansiedelung des Bisso). Im Lehenbuch des Bayernherzogs Otto aus der Mitte des 15. Jahrhunderts erscheinen Lehen in Großbissendorf im Gericht Hohenfels. Um 1494 bestand das Dorf aus 13 Anwesen (6 Höfe, 7 Sölden), die nach Hohenfels zinsten. 1567 sind dies drei Höfe, 6 Güter, 1 Pachtanwesen und das Hirtenhaus. Gegen Ende des Alten Reiches, um 1800, bestand Großbissendorf  aus 20 Anwesen unter der hohen Gerichtsbarkeit des oberpfälzischen Amtes Hohenfels, darunter als die größten vier Halbhöfe; fünf Anwesen waren Lehen des Amtes.
Im Königreich Bayern wurde um 1810 der Steuerdistrikt Großbissendorf im Landgericht Parsberg (später Landkreis Parsberg) gebildet. Zu diesem gehörten die zwei Dörfer Großbissendorf und Großmittersdorf sowie die Einöden Albertshof, Effersdorf, Harras, Nainhof und Oedenthurn.
Mit dem zweiten bayerischen Gemeindeedikt von 1818 entstanden daraus die Ruralgemeinden Großbissendorf und Großmittersdorf. Großbissendorf umfasste die zehn Orte Großbissendorf, Effersdorf, Fichten, Harras, Harrhof, Kleinbissendorf, Loch, Oedenthurn, Pillmannsricht und Stallhof. Die Gemeinde Großmittersdorf hatte nur die drei Orte Großmittersdorf, Albertshof und Nainhof.
1830 wurden beide Gemeinden vereinigt. Spätestens 1867 kamen noch die Orte Haarziegelhütte und Haidlberg/Heidelberg hinzu, so dass die Gemeinde nunmehr 15 Orte hatte. Davon schieden bei der Anlage des Heeresgutsbezirks ab 1938 und durch die Bildung der Gemeinde Nainhof-Hohenfels im Jahr 1949 die fünf Orte Großmittersdorf (heute Wüstung), Albertshof (heute US-Kaserne), Haidlberg (heute Wüstung), Harras (heute Wüstung) und Nainhof (heute US-Kaserne) aus. Oedenthurn war am 1. Januar 1946 in die Gemeinde Hörmannsdorf umgewidmet worden. Die Restgemeinde Großbissendorf mit nunmehr neun Gemeindeteilen wurde zum 1. Mai 1978 nach Hohenfels eingemeindet. Seitdem ist das Dorf Großbissendorf ein Gemeindeteil von Hohenfels.
Gebäude- und Einwohnerzahl des Ortes Großbissendorf im Jahr
- 1838: 115 „Seelen“, 21 Häuser[14]
- 1861: 132 Einwohner, 41 Gebäude, Schule[15]
- 1871: 136 Einwohner, 66 Gebäude, an Großviehbestand 1873 6 Pferde, 128 Stück Rindvieh[16]
- 1900: 135 Einwohner, 26 Wohngebäude[17]
- 1925: 177 Einwohner, 27 Wohngebäude, katholische Schule[18]
- 1950: 145 Einwohner, 22 Wohngebäude, katholische Schule[19]
- 1970: 185 Einwohner[20]
- 1987: 219 Einwohner, 67 Wohngebäude, 84 Wohnungen[21]

Die Gemeinde Großbissendorf von 1945 ha (Stand 1900) umfasste
- 1861: 326 Einwohner, 113 Gebäude (15 Orte)[15]
- 1871: 329 Einwohner (Katholiken), 166 Gebäude, 49 Wohngebäude (15 Orte)[16]
- 1900: 332 Einwohner (Katholiken), 54 Wohngebäude (15 Orte)[17]
- 1925: 359 Einwohner (Katholiken), 49 Wohngebäude (15 Orte)[18]
- 1950: 233 Einwohner, 33 Wohngebäude (9 Orte)[19]

Die Kinder der Gemeinde gingen im 19./20. Jahrhundert in die katholische Schule nach Großbissendorf bzw. Hohenfels. Nur die Kinder vom Gemeindeteil Oedenthurn gingen in die katholische Schule nach Hörmannsdorf.

## Kirchliche Verhältnisse
- Alle Gemeindeteile gehörten um 1813/1838/1900 zur katholischen Pfarrei Hohenfels im Bistum Regensburg – mit der Ausnahme des Ortes Oedenthurn, der im Sprengel Pfarrei Hörmannsdorf lag.[17][22] In Großbissendorf findet man die Nebenkirche St. Leonhard.
- Die Protestanten sämtlicher Gemeindeteile gehörten um 1925 zur evangelisch-lutherischen Pfarrei Neumarkt i. d. Opf.[18]

## Vereine
- Freiwillige Feuerwehr Großbissendorf
- Obst – und Gartenbauverein Großbissendorf